# Kombo (Niamey)
Kombo ist ein Stadtviertel (französisch: quartier) im Arrondissement Niamey II der Stadt Niamey in Niger.

## Geographie

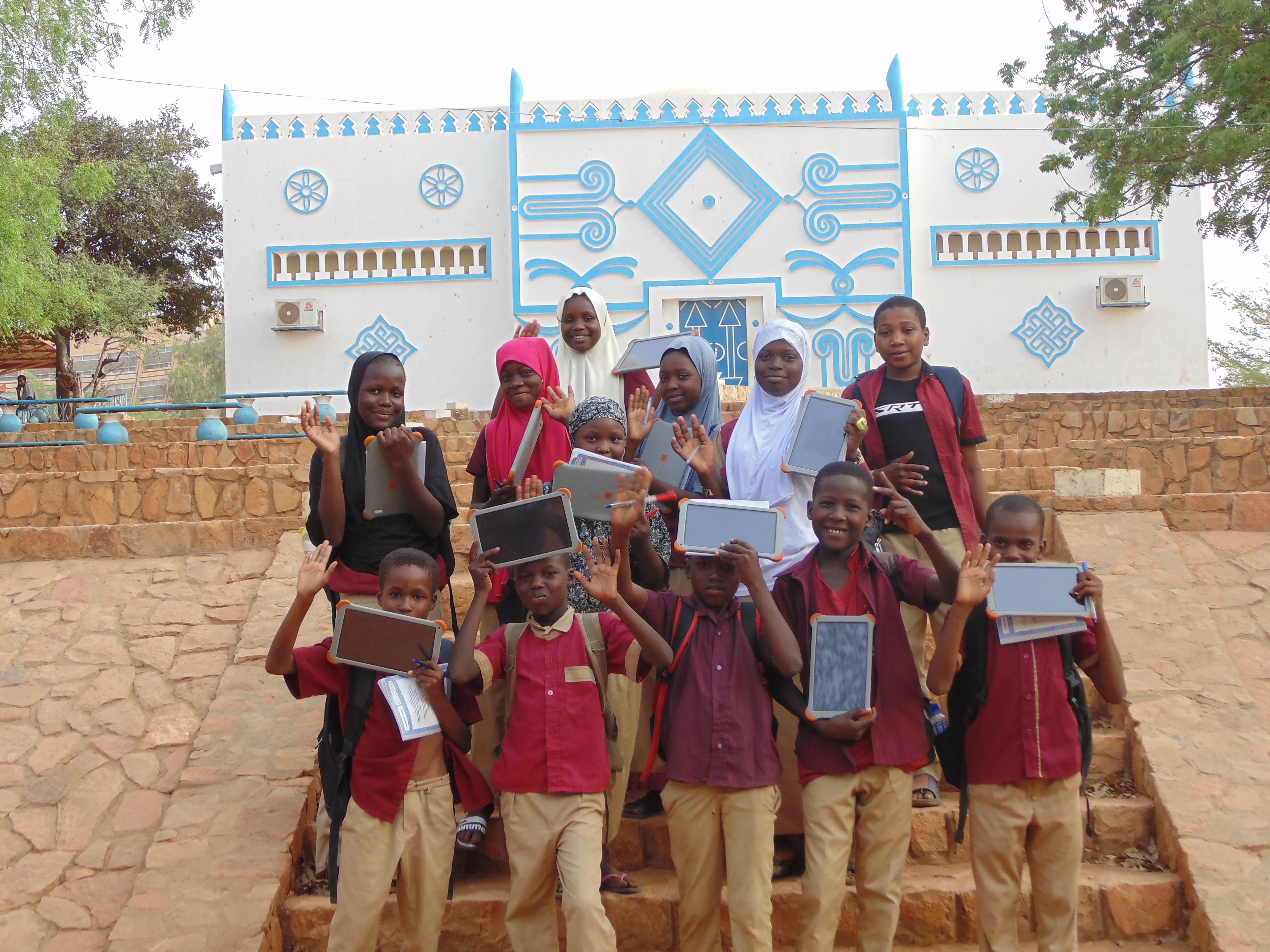
Eine Schulklasse aus Yantala im Nigrischen Nationalmuseum in Kombo (2019)

Kombo liegt im Stadtzentrum von Niamey an der Auffahrt zur Kennedybrücke über den Strom Niger. Im Stadtviertel befinden sich wichtige öffentliche Einrichtungen, darunter das Rathaus von Niamey, das Nigrische Nationalmuseum und der Kongresspalast. Die angrenzenden Stadtviertel sind Zongo im Norden, Maourey im Nordosten, Terminus im Osten und das Gelände des Nationalkrankenhauses Niamey im Westen.
Kombo befindet sich an der Mündung des Trockentals Gounti Yéna in den Fluss Niger. Die Uferzonen beider Gewässer bestehen hier aus Alluvialböden mit hohem Grundwasserspiegel, der keine Einsickerung ermöglicht. Das übrige Gebiet des Stadtviertels liegt in einem Tafelland mit einer mehr als 2,5 Meter tiefen Sandschicht. Kombo ist häufig von Niger-Hochwässern gefährdet. Der östlich des Gounti Yéna gelegene Teil des Stadtviertels wird zum Stadtteil Niamey-Bas gerechnet.

## Geschichte
Das Stadtviertel geht auf die französische Kolonialzeit zurück, die bis 1960 dauerte. Bei der Flutkatastrophe von 2010, die Niamey in der Nacht von 5. auf 6. August ereilte, gehörte Kombo neben Karadjé, Kossey, Lamordé und Zarmagandey zu den am stärksten betroffenen Stadtteilen. In Kombo wurden zwei Häuser überflutet und vier weitere als einsturzgefährdet deklariert.

## Bevölkerung
Bei der Volkszählung 2012 hatte Kombo 2069 Einwohner, die in 334 Haushalten lebten. Bei der Volkszählung 2001 betrug die Einwohnerzahl 3259 in 524 Haushalten.